# Le Jingyi
Le Jingyi (樂靖宜T, 乐靖宜S, Lè JìngyíP; Shanghai, 19 marzo 1975) è un'ex nuotatrice cinese.

## Biografia
Specializzata nello stile libero, ha vinto numerose medaglie sia ai Giochi olimpici sia ai Mondiali: si ricordano in particolare i quattro ori ai mondiali di Roma nel 1994. Ha partecipato anche alle Universiadi di Buffalo, dove ha vinto due titoli.
Come molte nuotatrici cinesi degli anni novanta, a causa del suo evidente fisico mascolino è stata sospettata di aver utilizzato sostanze dopanti, ma a differenza di altre non è mai risultata positiva ad un controllo antidoping.

## Palmarès
- Giochi olimpici

Barcellona 1992: argento nella 4x100m sl.
Atlanta 1996: oro nei 100m sl, argento nei 50m sl e nella 4x100m sl.
- Mondiali

Roma 1994: oro nei 50m sl, nei 100m sl, nella 4x100m sl e nella 4x100m misti.
- Mondiali in vasca corta

Palma di Maiorca 1993: oro nei 50m sl, nei 100m sl, nella 4x100m sl, nella 4x200m sl e nella 4x100m misti.
Rio de Janeiro 1995: oro nei 50m sl, nei 100m sl e nella 4x100m sl
Göteborg 1997: oro nella 4x100m sl e nella 4x100m misti, bronzo nei 50m sl e nei 100m sl.
- Giochi PanPacifici

Fukuoka 1997: oro nei 50m sl, argento nei 100m sl e nei 200m sl.
- Vincitrice della Coppa del Mondo delle distanze brevi sl nel 1994

- Universiadi

Buffalo 1993: oro nei 50m sl e nei 100m sl.

## Riconoscimenti
- Pacific Rim Swimmer of the Year: 1996